# Мофра, Максим
Максим Мофра, наст. имя Максимилиан Эмиль Луи Мофра (фр. Maxime Maufra; 17 мая 1861, Нант — 23 мая 1918, Понсе-сюр-ле-Луар, департамент Сарта) — французский художник-импрессионист.

## Жизнь и творчество
М. Мофра начал заниматься живописью в возрасте 18 лет, под влиянием двух художников из родного его города Нанта — братьев Шарля и Альфреда Ледюк. Первоначально выступал как художник-любитель. Будучи профессиональным коммерсантом, в 1884—1890 годы он рисовал лишь в своё свободное время. В эти годы Мофра познакомился с таким художественным явлением, как импрессионизм. Мофра выставил свои работы на Парижском салоне 1886 года, где их заметил и похвалил Октав Мирбо. В том же году Мофра, как участник Парижского салона, был приглашен на Нантскую выставку изящных искусств, проводящуюся раз в три года и на которой экспонируются общепризнанные мастера, в том числе Эжен Буден, Леон Бонна, Пьер Пюви де Шаванн, Жюль Делоне, Эмиль Дезоне, с которым впоследствии Мофра будет связывать крепкая дружба.
В 1890 году М. Мофра стал профессиональным художником. Он покинул Нант, жил и работал в Бретани, где встречался с Полем Гогеном и Полем Серюзье. После возвращения из Бретани в Париж Мофра в 1892 году стал первым художником, поселившимся в знаменитом доме-мастерской Бато-Лавуар на Монмартре, который позже станет парижской резиденцией для художников. Его студия сразу же стала местом встречи его друзей, особенно Дезоне, Аристида Бриана и поэта Виктора-Эмиля Мишле. С 1904 года в этом здании жил и работал Пабло Пикассо.
В 1894 году в Париже, в галерее Ле-Барк-де-Бутвиль прошла первая персональная выставка М. Мофра. Начиная с 1895 года Мофра вступил в деловые отношения с Полем Дюран-Рюэлем, который стал его арт-дилером и оставался таковым на протяжении всей своей жизни, организовывая выставки работ художника. В 1896 году Мофра вновь выставил свои работы в Парижском салоне. В 1916 году М. Мофра было присвоено почётное офицерское звание «художник флота».
В полотнах М. Мофра ощущаются и влияние пуантилизма таких мастеров, как Камиль Писсарро и Альфред Сислей, и яркие цвета художественной школы Понт-Авена. В то же время Мофра остался независимым, имеющим собственный характерный стиль живописцем, большинство полотен которого посвящены морской и пейзажной тематике, изображению прекрасного мира природы. Картины мастера включены в собрания крупнейших музеев мира, в том числе парижского Орсе, лондонской галереи Тейт Модерн, Чикагского института искусств.

## Галерея

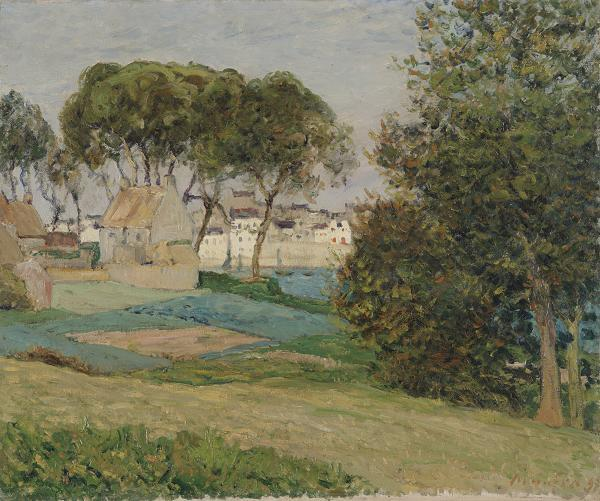
Дуарнене. Октябрьский пейзаж (1896)
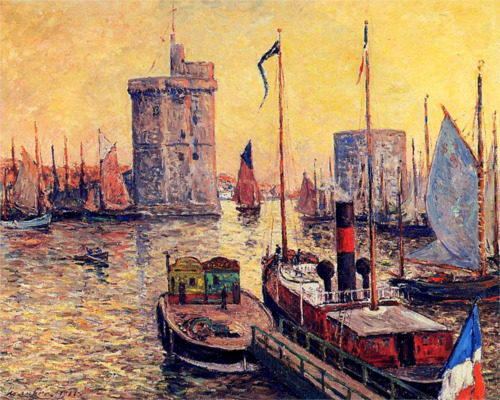
Порт Ла-Рошель. Сумерки
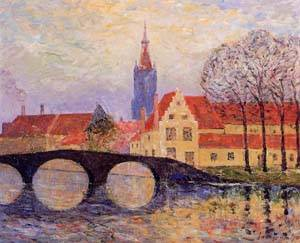
Мост в Брюгге (1894)
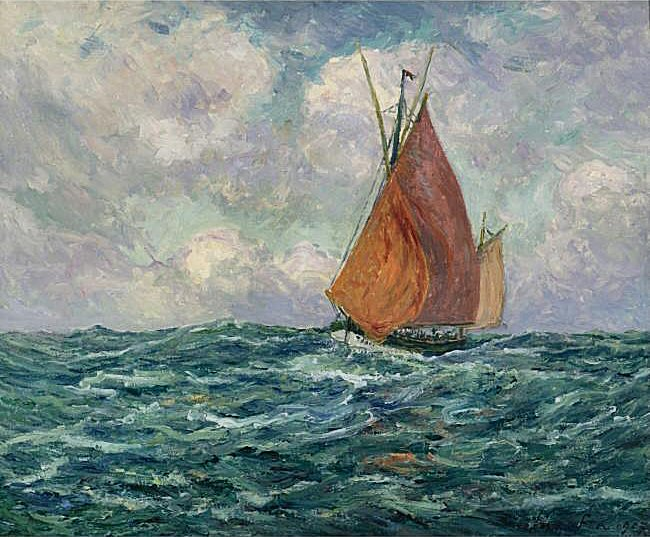
Ловцы тунца в море (1907)
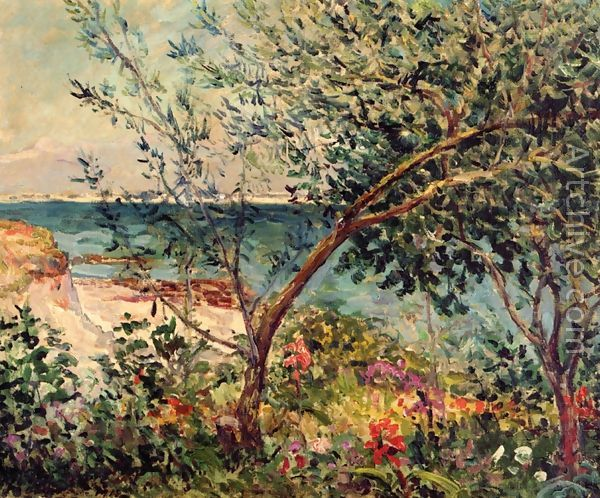
Сад художника у моря
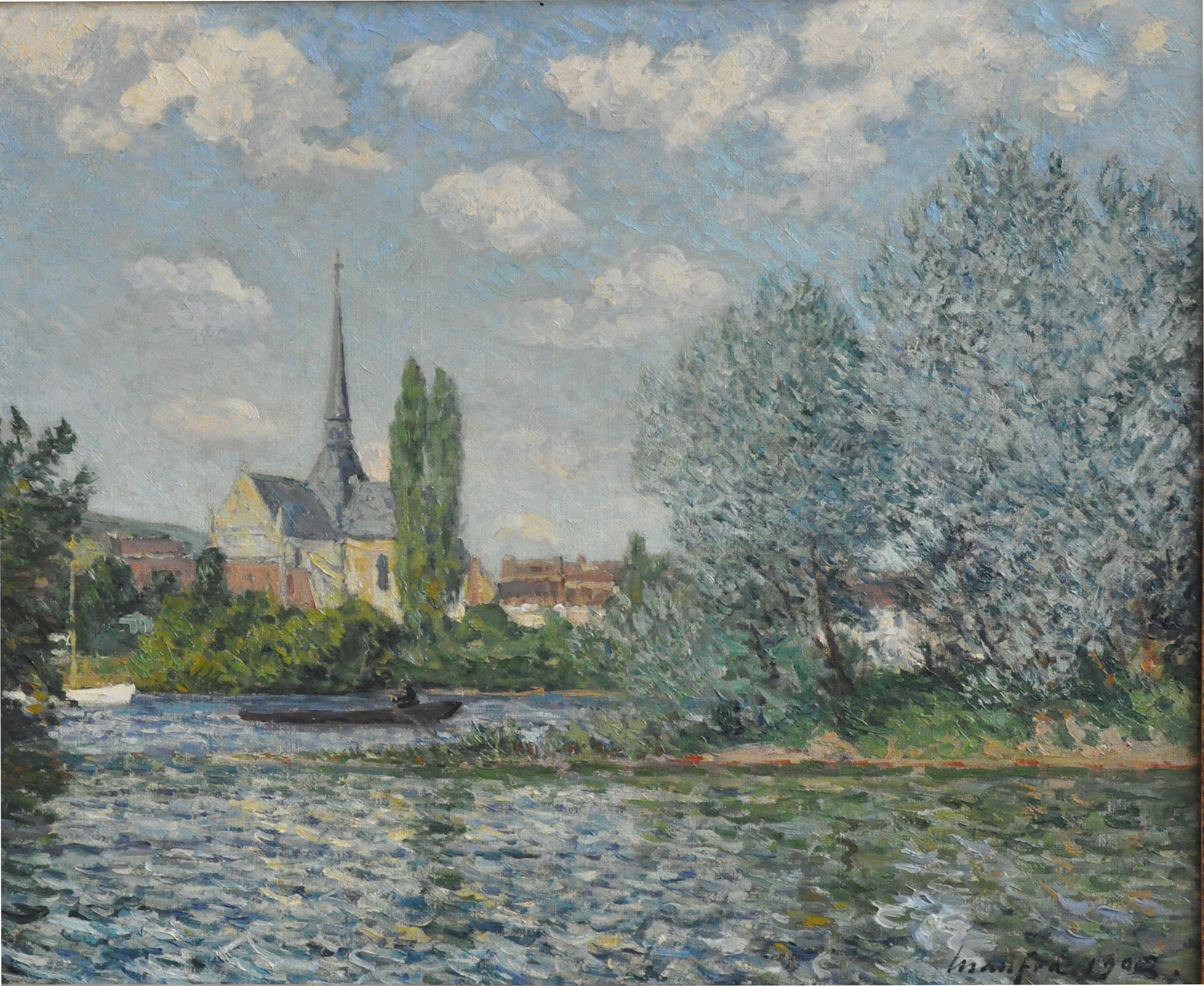
Церковь в Пети-Андели (1902).